# 의정왕후
광정태후 김씨(光靖太后 金氏, 생몰년 미상) 또는 의정왕후(義靜王后)는 고려 19대 왕 명종의 왕비로 강릉공(江陵公) 왕온(王溫)의 딸이다.

## 생애
생애에 관한 구체적인 기록이 전해지지 않으나 고려사절요에 "왕이 잠저(潛邸)에 있을 때에 광정왕후(光靖王后)가 일찍 훙(薨)하였으나 다시 왕후를 세우지 않았으므로…"라는 기록이 있는 것으로 보아 이미 명종이 왕위에 오르기 전에 사망한 것으로 보인다. 명종이 즉위하자 의정왕후(義靜王后)에 책봉되었으며 1211년, 아들 강종이 즉위하자 광정태후로 추봉되었다. 이후 충정(忠靖, 강종 원년), 공평(恭平, 고종 40년)의 시호가 더하여졌다.

## 가계
- 아버지 : 강릉공(江陵公) 왕온(王溫)
  - 언니 : 장경왕후(莊敬王后) 의종의 비
  - 여동생 : 선정왕후(宣靖王后) - 신종의 비
  - 오빠 : 공화후 영(恭化侯 瑛 1126~1186)
  - 남편 : 명종(明宗, 1131년~1202년)
    - 장남 : 강종(康宗, 1152년~1213년)
    - 장녀 : 연희궁주(延禧宮主), 숙의 영인후(肅懿 寧仁侯) 왕진(王稹,?~1220)에게 하가
      - 손자 : 회안공(淮安公) 정(侹,?~1234) - 신종의 딸 경녕궁주(敬寧宮主)와 혼인
      - 손녀 : 성평왕후(成平王后, ?~1247) - 희종의 비

    - 차녀 : 수안궁주(壽安宮主) 창화후(昌化侯) 왕우(王祐)에게 하가 소성후 공(邵城侯 珙)과 인종의 딸 영화궁주(永和宮主)의 아들)
      - 손자 : 수사공 현(守司空 泫)